# Welles Hoyt
William Welles Hoyt (Glastonbury, Connecticut, 1875. május 7. – Cambridge, New York, 1954. december 1.) olimpiai bajnok amerikai rúdugró.
1896-ban részt vett az első újkori olimpiai játékokon Athénban. Aranyérmes lett a rúdugrás számában, ahol tíz centiméterrel ugrott nagyobbat, mint a végül ezüstérmes Albert Tyler. Elindult a 110 méteres gátfutás számában is. Az előfutamon második lett honfitársa, Thomas Curtis mögött. Ezzel bejutott a döntőbe, ott azonban már nem állt rajthoz.
Klubcsapata a Boston Athletic Association volt.